# Stenkil svéd király
Stenkil Ragnwaldsson (1028 – 1066) Svédország királya 1061-től haláláig.

## Élete
Västergötaland uralkodójának, Ragnwaldnak fia, feltehetőleg I. Olaf norvég király unokatestvére, Öreg Emund veje.
Uralkodását Västergötaland hercegeként (jarl) kezdte, majd 1061-ben III. Emundot követte a svéd trónon. Támogatta az egyházat, ezért uralkodása során jelentősen támaszkodhatott a brémai érsek, Adalbert támogatására. Adalbert meg akarta téríteni a sveákat, de Stenkil figyelmeztette, hogy álljon el ettől, mert baj lesz belőle. Nem is tévedett, mert amikor a pogányok megtudták Adalbert tervét, elűzték területükről.
A király a feljegyzések szerint nagyon jól bánt az íjjal.
Stenkil uralkodása alatt Svédországban polgárháborúk sora dúlt a sveák pogány ellenkirályaival szemben. A harcok gyakran kiterjedtek Dánia és Norvégia területeire is.

## Családja
Ismeretlen nevű felesége III. Emund király leánya volt. Gyermekei:
- Erik († 1067), később svéd király (1066–1067)
- Halsten († 1081 után), később svéd király (1067–1070, 1079–1081 után)
- Inge († 1105 körül), később svéd király (1079–1084, 1087–1105 körül)

## Külső hivatkozások
- Bengans historiasidor (svéd nyelven). Wadbring.com